# Water Babies (album)
Pour les articles homonymes, voir Water Babies.
Albums de Miles Davis
Agharta et Pangaea
(1975) Dark Magus
(1977)
Water Babies est un album jazz de Miles Davis sorti en 1976.

## Historique
Enregistrements en juin 1967 (1) et novembre 1968 (2) au Columbia 30th Street Studio, New York City.
Il s'agit d'une anthologie "Columbia" avec des enregistrements restés inédits, comme les albums Circle in the round et Directions qui suivront en 1979 et 1981.
Les trois premiers titres ont été enregistrés le mois qui a suivi les sessions de Nefertiti et devaient faire l'objet de la première face d'un album jamais paru.
Les pistes enregistrées en 1968 (2) figurent également sur l'anthologie The Complete In A Silent Way Sessions, 1969 parue en 2001. 18, 13 et 10 minutes pour des titres où l'on retrouve la "touche" d'Herbie Hancock aux claviers avec des swings qui rappellent Watermelon Man.

## Titres
1. Water Babies (W. Shorter) 5.11 (1)
2. Capricorn (W. Shorter) 8.32 (1)
3. Sweet Pea (W. Shorter) 8.05 (1)
4. Two Faced (W. Shorter) 18.07 (2)
5. Dual Mr. Anthony Tillmon Williams Process (M. Davis) 13.20 (2)
6. Splash (M. Davis) 10.05 (2)

## Musiciens
- Miles Davis (trompette)
- Wayne Shorter (saxophone ténor)
- Herbie Hancock (piano (1), piano électrique (2))
- Chick Corea (piano électrique) (2)
- Ron Carter (contrebasse) (1)
- Dave Holland (basse) (2)
- Tony Williams (batterie)